# آدلاید (شهرستان فرمونت، کلرادو)
آدلاید (به انگلیسی: Adelaide) یک منطقهٔ مسکونی در ایالات متحده آمریکا است که در کلرادو واقع شده‌است. آدلاید ۰ نفر جمعیت دارد و ۲٬۱۱۸٫۳۹ متر بالاتر از سطح دریا واقع شده‌است.